# 루딩이
루딩이(陆定一, 1906년 6월 9일 ~ 1996년 5월 9일)는 중국공산당의 지도자였다. 중화인민공화국이 설립된 이후, 그리고 문화대혁명 이전 그는 사회주의자 문화에서 최고층 공무원들 중 한 명이었다.
1925년 당시 상하이 자오퉁 대학에서 전기공학을 공부하던 시기에 중국공산당에 들어갔다. 졸업 후 주로 중국 공산주의 청년단에서 활동하였다.